# Yoshiharu Ueno
Yoshiharu Ueno, född 21 april 1973 i Saitama prefektur, Japan, är en japansk tidigare fotbollsspelare.